# Порсангерфиорд
Порсангерфиорд (на норвежки: Porsangerfiorden) е залив на Баренцево море, край северния бряг на Норвегия, разположен между остров Магерьоя на северозапад и полуостровите Порсангер на запад и Сверхолт на изток. Вдава се в сушата на 123 km. Ширина на входа 20 km, в средните части до 24 km. Дълбочина 50 – 100 m. Бреговете на Порсангерфиорд са предимно скалисти, стръмни, високи и силно разчленени от множество по-малки заливи и фиорди. Има множество скалисти острови (най-голям Рейньоя), островчета и скали. В него се вливат няколко по-големи реки Бьорсеелва, Лакселва, Стабурселва и др. Приливите са полуденонощни с височина до 2,2 m. Само при много сурови зими замръзва във вътрешната си част. По бреговете му са разположени няколко малки рибарски селища Синкелвик, Бьорс, Хамънбукт, Стабурснес, Кулвик, Инре-Билефиорд, Хистран, Русенес, Репвог, Порсангаик, Хонингсвог.